# Моделювання довкілля
Моделювання довкілля — створення та застосування математичних моделей довкілля. Моделювання довкілля може використовуватись як у суто дослідницьких цілях і для покращення розуміння екологічних систем, так і для проведення міждисциплінарного аналізу в управлніських і законотворчих цілях.